# Stylogaster wyatti
Stylogaster wyatti är en tvåvingeart som beskrevs av Stuke 2006. Stylogaster wyatti ingår i släktet Stylogaster och familjen stekelflugor. Inga underarter finns listade i Catalogue of Life.